# Justin Madders
Justin Piers Richard Madders, né le 22 novembre 1972, est un homme politique britannique du Parti travailliste. Il est député d'Ellesmere Port et de Neston depuis les élections générales de mai 2015. 

## Biographie
Avant son élection au Parlement, il est avocat en droit du travail et chef de l'opposition travailliste au Cheshire West and Chester Council et chef du conseil d' Ellesmere Port et de Neston Borough Council. Lors de l'élection générale de 2005, il se présente dans le siège conservateur sûr de Tatton, et arrive second, derrière le député sortant, George Osborne. 
Il est nommé membre de l'équipe de santé du gouvernement fantôme en septembre 2015. Il soutient Owen Smith dans la tentative ratée de remplacer Jeremy Corbyn aux élections à la direction du parti travailliste de 2016. Il démissionne de son poste au cabinet fantôme en mars 2019, après avoir défié le whip travailliste lors d'un second référendum sur le Brexit. 
Il a été réélu aux élections générales de 2019 avec une majorité de 8764 voix . Réélu en 2024, il est nommé sous-secrétaire d'État parlementaire au département de l'Industrie et du Commerce, dans le gouvernement Starmer, le 9 juillet 2024.
Il est marié et a trois enfants. 